# Magic (cryptographie)
 (décembre 2021).
La mise en forme du texte ne suit pas les recommandations de Wikipédia : il faut le « wikifier ».
Les points d'amélioration suivants sont les cas les plus fréquents. Le détail des points à revoir est peut-être précisé sur la page de discussion.
- Les titres sont pré-formatés par le logiciel. Ils ne sont ni en capitales, ni en gras.
- Le texte ne doit pas être écrit en capitales (les noms de famille non plus), ni en gras, ni en italique, ni en « petit »…
- Le gras n'est utilisé que pour surligner le titre de l'article dans l'introduction, une seule fois.
- L'italique est rarement utilisé : mots en langue étrangère, titres d'œuvres, noms de bateaux, etc.
- Les citations ne sont pas en italique mais en corps de texte normal. Elles sont entourées par des guillemets français : « et ».
- Les listes à puces sont à éviter, des paragraphes rédigés étant largement préférés. Les tableaux sont à réserver à la présentation de données structurées (résultats, etc.).
- Les appels de note de bas de page (petits chiffres en exposant, introduits par l'outil «  Source ») sont à placer entre la fin de phrase et le point final[comme ça].
- Les liens internes (vers d'autres articles de Wikipédia) sont à choisir avec parcimonie. Créez des liens vers des articles approfondissant le sujet. Les termes génériques sans rapport avec le sujet sont à éviter, ainsi que les répétitions de liens vers un même terme.
- Les liens externes sont à placer uniquement dans une section « Liens externes », à la fin de l'article. Ces liens sont à choisir avec parcimonie suivant les règles définies. Si un lien sert de source à l'article, son insertion dans le texte est à faire par les notes de bas de page.
- La présentation des références doit suivre les conventions bibliographiques. Il est recommandé d'utiliser les modèles {{Ouvrage}}, {{Chapitre}}, {{Article}}, {{Lien web}} et/ou {{Bibliographie}}. Le mode d'édition visuel peut mettre en forme automatiquement les références.
- Insérer une infobox (cadre d'informations à droite) n'est pas obligatoire pour parachever la mise en page.

Pour une aide détaillée, merci de consulter Aide:Wikification.
Si vous pensez que ces points ont été résolus, vous pouvez retirer ce bandeau et améliorer la mise en forme d'un autre article.
Pour les articles homonymes, voir Magic.
Magic était un projet de cryptanalyse des Alliés pendant la Seconde Guerre mondiale. Il a impliqué le Signal Intelligence Service (SIS) de l'armée des États-Unis et l'unité spéciale des communications de la marine des États-Unis.

## Décryptage
Magic a été créé pour combiner les capacités cryptologiques du gouvernement américain dans une organisation surnommée the Research Bureau (le bureau de recherche). Les officiers du renseignement de l'armée et de la marine (et plus tard des experts et techniciens civils) étaient tous sous un même toit. Bien qu'ils aient travaillé sur une série de codes et de chiffres, leurs succès les plus importants concernaient RED, BLUE et PURPLE.

### ROUGE
En 1923, un officier de la marine américaine a récupéré une copie volée du livre de codes secrets utilisé par la marine japonaise pendant la Première Guerre mondiale. Des photographies du livre de codes ont été remises aux cryptanalystes du bureau de recherche et le code traité a été conservé en rouge. dossiers (pour indiquer sa classification Top Secret). Ce code s'appelait "ROUGE".[réf. nécessaire]

### BLEU
En 1930, le gouvernement japonais a créé un code plus complexe qui a été nommé BLUE, bien que RED soit toujours utilisé pour les communications de bas niveau. Il fut rapidement brisé par le Research Desk (le bureau de recherche) au plus tard en 1932. Les stations d'écoute COMINT du renseignement militaire américain ont commencé à surveiller les communications de commandement à flotte, de navire à navire et des communications terrestres.[réf. nécessaire]

### VIOLET
Après que l'allié du Japon, l'Allemagne, a déclaré la guerre à l'automne 1939, le gouvernement allemand a commencé à envoyer une assistance technique pour améliorer ses capacités de communication et de cryptographie. Une partie consistait à leur envoyer des machines Enigma modifiées pour sécuriser les communications de haut niveau du Japon avec l'Allemagne. Le nouveau code PURPLE (de la couleur obtenue en mélangeant le rouge et le bleu), était déroutant.
PURPLE, comme Enigma, a commencé ses communications avec la même ligne de code, mais est ensuite devenu un fouillis insondable. Les briseurs de code ont essayé de briser les communiqués PURPLE à la main, mais ont découvert qu'ils ne pouvaient pas. Ensuite, les décrypteurs ont réalisé qu'il ne s'agissait pas d'un code additif ou de substitution manuel comme le ROUGE et le BLEU, mais d'un code généré par une machine similaire au chiffre Enigma allemand. Le décodage était lent et une grande partie du trafic était encore difficile à briser. Au moment où le trafic était décodé et traduit, le contenu était souvent obsolète.
Une machine d'ingénierie inverse créée en 1939 par une équipe de techniciens dirigée par William Friedman et Frank Rowlett pourrait déchiffrer une partie du code PURPLE en reproduisant certains des paramètres des machines japonaises Enigma. Cela a accéléré le décodage et l'ajout de plus de traducteurs dans le personnel en 1942 a permis de déchiffrer plus facilement et plus rapidement le trafic intercepté.[réf. nécessaire]

## Trafic VIOLET
Le ministère japonais des Affaires étrangères a utilisé une machine à chiffrer pour crypter ses messages diplomatiques. La machine a été appelée "PURPLE" par les cryptographes américains. Un message a été tapé dans la machine, qui l'a chiffré et envoyé à une machine identique. La machine de réception ne peut déchiffrer le message que si elle est définie sur les paramètres corrects ou sur les touches. Les cryptographes américains ont construit une machine capable de décrypter ces messages.
La machine PURPLE elle-même a été utilisée pour la première fois par le Japon en 1940. Les cryptographes américains et britanniques avaient intercepté du trafic PURPLE bien avant l'attaque de Pearl Harbor. Cependant, les machines PURPLE n'étaient utilisées que par le ministère des Affaires étrangères pour acheminer le trafic diplomatique vers ses ambassades. La marine japonaise a utilisé un système cryptographique complètement différent, connu sous le nom de JN-25.
Les analystes américains n'ont découvert dans PURPLE aucune allusion à l'attaque japonaise imminente sur Pearl Harbor ; ils ne le pouvaient pas non plus, car les Japonais faisaient très attention à ne pas discuter de leur plan dans les communications du ministère des Affaires étrangères. En fait, aucune information détaillée sur l'attaque prévue n'était même disponible pour le ministère japonais des Affaires étrangères, car cette agence était considérée par l'armée, en particulier ses membres les plus nationalistes, comme insuffisamment « fiable ». L'accès des États-Unis aux communications diplomatiques privées japonaises (même les plus secrètes) était moins utile qu'il n'aurait pu l'être autrement parce que la politique du Japon d'avant-guerre était largement contrôlée par des groupes militaires comme l'Imperial Way Faction, et non par le ministère des Affaires étrangères. Le ministère des Affaires étrangères lui-même a délibérément caché à ses ambassades et consulats une grande partie des informations dont il disposait, de sorte que la capacité de lire les messages PURPLE était loin de constituer un atout significatif pour l'anticipation des intentions militaires tactiques ou stratégiques du Japon.
Les cryptographes américains (voir Station HYPO) avaient déchiffré et traduit le message diplomatique japonais en 14 parties rompant les négociations en cours avec les États-Unis à 13 heures (heure de Washington), le 7 décembre 1941, avant même que l'ambassade du Japon à Washington n'ait pu le faire. En raison des difficultés de déchiffrement et de dactylographie à l'ambassade, la note a été remise en retard au secrétaire d'État américain Cordell Hull. Lorsque les deux diplomates japonais ont finalement remis la note, Hull a dû faire semblant de la lire pour la première fois.
Tout au long de la guerre, les Alliés lisent régulièrement la cryptographie allemande et japonaise. L'ambassadeur du Japon en Allemagne, le général Hiroshi Ōshima, envoyait souvent à Tokyo des informations militaires allemandes inestimables. Cette information était régulièrement interceptée et lue par Roosevelt, Churchill et Eisenhower.  Selon Lowman, « Les Japonais considéraient le système PURPLE absolument incassable… La plupart sont allés dans leurs tombes en refusant de croire que le [chiffre] avait été brisé par des moyens analytiques… Ils pensaient que quelqu'un avait trahi leur système. » 

## Distribution antérieure à Pearl Harbor
Même ainsi, l'information diplomatique était limitée, en raison de sa diffusion restreinte. « Magic » a été distribué de telle manière que de nombreux décideurs politiques qui avaient besoin de ces informations n'y ont pas eu accès, et ceux à qui il a été réellement distribué (au moins avant Pearl Harbor) n'ont vu chaque message que brièvement car les porteurs étaient tenus de les reprendre aussitôt ; et ils étaient ainsi isolé des autres informations (aucune copie ou note n'étant autorisée). Avant Pearl Harbor, ils ne voyaient que les décryptages jugés « assez importants » distribués par des officiers de l'armée ou de la marine. Néanmoins, être capable de lire les messages VIOLET a donné aux Alliés un grand avantage dans la guerre ; par exemple, l'ambassadeur du Japon en Allemagne, le baron Hiroshi Ōshima, a produit de longs rapports pour Tokyo qui ont été chiffrés sur la machine PURPLE. Ils comprenaient des rapports sur des discussions personnelles avec Adolf Hitler et un rapport sur une visite des défenses d'invasion dans le nord de la France (y compris les plages d'invasion du jour J). Le général Marshall a déclaré qu'Ōshima était « notre principale base d'informations concernant les intentions d'Hitler en Europe ».

## Dewey et Marshall
Lors des élections de 1944, Thomas Dewey a menacé de faire de Pearl Harbor un sujet de campagne  jusqu'à ce que le général Marshall lui envoie une lettre personnelle qui disait, en partie :
Pour expliquer le caractère critique de ce dispositif, qui serait anéanti en un instant si le moindre soupçon était éveillé à son égard, la bataille de la mer de Corail reposait sur des messages déchiffrés et donc nos quelques navires étaient à la bonne place au bon moment. De plus, nous avons pu concentrer nos forces limitées pour faire face à leur avance navale sur Midway alors qu'autrement nous aurions presque certainement été à environ 3 000 milles (4 828,032 km) hors de propos. Nous avions des informations complètes sur la force de leurs forces.
Dewey a promis de ne pas soulever la question et a tenu parole.

## Les débats d'après-guerre
L'intrusion dans le système PURPLE, et dans les messages japonais en général, a fait l'objet d'audiences acrimonieuses au Congrès après la Seconde Guerre mondiale dans le cadre d'une tentative de décider qui, le cas échéant, avait permis que la catastrophe de Pearl Harbor se produise et qui donc devrait être blâmé. Au cours de ces auditions, les Japonais ont appris, pour la première fois, que le système de chiffrement PURPLE avait été brisé. Ils avaient continué à l'utiliser, même après la guerre, avec l'encouragement du gouvernement d'occupation américain. Une grande confusion quant à savoir qui à Washington ou à Hawaï savait quoi et quand, d'autant plus que « nous décryptions leurs messages », a conduit certains à conclure que « quelqu'un à Washington » était au courant de l'attaque de Pearl Harbor avant qu'elle ne se produise, et, puisque la base de Pearl Harbor ne s'attendait pas à être attaquée, « l'omission d'avertir Hawaï de l'arrivée des Japonais devait être délibérée, car il ne pouvait guère s'agir d'un simple oubli ».[réf. nécessaire] Cependant, PURPLE était un code diplomatique, pas un code militaire; ainsi, seules des inférences pouvaient être tirées de PURPLE quant à des actions militaires japonaises spécifiques. Toutefois nous ne connaissons pas toute l'histoire. C'est ce qui alimente un débat, qui affirme qu'il ne s'agissait pas seulement d'une ruse pour assurer la supériorité de l'Amérique dans une guerre défensive, mais aussi de développer sa présence économique en Asie. Il n'en demeure pas moins qu'il y a toujours un effort délibéré pour garder secrets tous les aspects de la collecte de renseignements électromagnétiques pour cette période, et il est imprudent d'imaginer que nous savons tout ce qui s'est passé et tout ce qui était connu avant le 7 décembre. C'est en partie la raison pour laquelle les audiences au Congrès ont été acrimonieuses. En dehors des efforts de l'US Army Signal Intelligence Service (SIS) de William F. Friedman, les historiens américains souffrent parfois d'une vision en tunnel. On parle peu des efforts d'autres nations pour briser les codes japonais à la fois diplomatiques et militaires ; comme le montrent par exemple, les archives du British Government Code & Cypher School Far East Combined Bureau, Signals Center in the Far East (HMS Anderson) qui couvrent la période de 1934 à 1945, dont des enregistrements de la période 1940-43 sont manquants, mais est-ce une coïncidence ? L'accès à ces documents est toujours restreint, il n'est donc pas possible de savoir ce qui manque exactement. Il faut également se rappeler que les États-Unis avaient envoyé une de leurs machines aux Britanniques au début de 1941. En plus du Far East Combined Bureau, il y avait une vaste chaîne de postes de collecte de signaux stationnés à travers le Canada. Ils collectaient également des transmissions japonaises bien avant Pearl Harbor. On peut penser que toute la vérité sur Pearl Harbor et les Philippines  pourrait affecter la réputation d'un dirigeant comme Roosevelt ou d'autres, qu'il s'agit d'une position politique et que cette volonté de certains historiens aujourd'hui de blanchir ce qui n'est toujours pas accessible au public peut aussi être considérée comme militante. Il reste encore une possibilité que quelque chose ait été connu avant l'attaque, de source américaine ou britannique, qui aurait pu modifier le déroulement de ces évènements.

## Histoire
Lorsque PURPLE a été cassé par le Signals Intelligence Service (SIS) de l'US Army , plusieurs problèmes se sont posés pour les Américains : qui obtiendrait les textes décryptés, qui déchiffre, à quelle fréquence, dans quelles circonstances, et, question cruciale (à cause des rivalités inter-services sur les données) qui en ferait la livraison. La Marine et l'Armée américaines ont chacune insisté sur le fait qu'elles s'occupaient seules de toute la livraison du trafic déchiffré, en particulier aux décideurs politiques haut-placés des États-Unis. Finalement, après de nombreux allers-retours, un compromis a été trouvé : l'Armée serait responsable du décryptage un jour, et la Marine le lendemain.
La liste de distribution incluait finalement certains – mais pas tous – des chefs de file du renseignement militaire à Washington et ailleurs, et certains – mais, encore une fois, pas tous – des chefs de file politiques à Washington. La routine éventuelle de distribution comprenait les étapes suivantes :
- l'officier de service (armée ou marine, selon le jour) décide quels décryptages (traduits) sont suffisamment importants ou intéressants pour être distribués.
- ils sont enfermés dans une mallette et remis à un officier relativement subalterne (pas toujours autorisé à lire les décryptages) qui « fait le tour » des bureaux appropriés.
- aucune copie des décryptages n'est laissée à quiconque. Le destinataire est autorisé à consulter le document en présence de l'agent de distribution, et il est tenu de le rendre immédiatement après en avoir terminé la lecture. Avant le début de la deuxième semaine de décembre 1941, c'était la dernière fois que quelqu'un sur la liste voyait ce décryptage particulier.

## Processus de décryptage
Plusieurs étapes préalables étaient nécessaires avant qu'un décryptage ne soit prêt pour la distribution :
1. Interception. Le ministère japonais des Affaires étrangères utilisait à la fois une transmission sans fil et des câbles pour communiquer avec ses unités lointaines. La transmission sans fil était interceptée (si possible) à l'une des stations d'écoute ( Hawaï, Guam, Bainbridge Island dans l'État de Washington, Dutch Harbor sur une île de l'Alaska, etc.) et les messages chiffrés bruts étaient transmis à Washington DC. Il y avait une station de décryptage (y compris une copie de la machine PURPLE de l'armée) aux Philippines également. Le trafic du câble était (pendant de nombreuses années avant la fin de 1941) collecté dans les bureaux de la compagnie de câble par un officier militaire qui en faisait des copies et les envoyait à Washington. Le trafic par câble à Hawaï n'a pas été intercepté en raison de problèmes juridiques jusqu'à ce que David Sarnoff de RCA accepte de l'autoriser lors d'une visite dans cet état, la première semaine de décembre 1941. À un moment donné, les interceptions étaient envoyées par la poste aux services de renseignement (de l'armée ou de la marine) depuis le terrain.
2. Décryptage. L'interception brute était déchiffrée par l'armée ou la marine (selon le jour). Le déchiffrement était généralement réussi.
3. Traduction. Ayant obtenu le texte brut, en lettres latines, il était traduit. Étant donné que la Marine avait plus d'officiers parlant japonais, une grande partie du fardeau de la traduction incombait à celle-ci. Le japonais est une langue difficile, dont la signification dépend fortement du contexte, une traduction efficace exigeait non seulement un très bon niveau de langue, mais aussi une connaissance précise du contexte dans lequel le message avait été envoyé.
4. Évaluation. Le décryptage traduit devait être évalué pour son contenu en matière de renseignements. Par exemple, le contenu ostensible du message est-il significatif ? S'il s'agit, par exemple, d'une lutte pour le pouvoir au sein du ministère des Affaires étrangères ou d'une autre partie du gouvernement japonais, sa signification et ses implications sont très différentes d'un simple message d'information ou d'instruction à une ambassade. Ou, pourrait-il s'agir d'un autre message d'une série dont le sens, pris ensemble, est plus que le sens de n'importe quel message individuel. Ainsi, le quatorzième message à une ambassade ordonnant d'imposer aux navires marchands japonais faisant escale dans ce pays de retourner dans leurs eaux nationales avant la fin novembre serait plus important qu'un seul message de ce type destiné à un seul navire ou port. Ce n'est qu'après avoir évalué un décryptage traduit pour sa valeur en renseignements qu'il était décidé s'il méritait d'être distribué.

Dans la période précédant l'attaque de Pearl Harbor, le matériel a été manipulé de manière maladroite et peu efficace, et a été distribué encore plus maladroitement. Néanmoins, l'expérience extraordinaire de lire les communications les plus intimes d'un gouvernement étranger, parfois même avant le destinataire prévu, était étonnante. Tellement étonnant que quelqu'un (peut-être le président Roosevelt) l'a appelé magique. Le nom est resté.

## Décret exécutif 9066
Un aspect de Magic reste controversé à ce jour - le degré d'implication des interceptions dans la publication de l'ordonnance exécutive américaine 9066 le 19 février 1942 et de l'ordonnance exécutive 9102 ultérieure le 18 mars, qui a conduit à la création du Wartime Relocation Authority (WRA). Ceci est souvent confondu avec la question de l'internement, qui était en fait traitée par le Service de l'immigration et de la naturalisation (INS) du ministère de la Justice et affectait tous les citoyens des pays en guerre avec les États-Unis dans n'importe quel endroit.
L'internement des « étrangers ennemis » par le gouvernement américain a commencé deux mois avant le décret 9066 du 8 décembre 1941, immédiatement après l'attaque de Pearl Harbor et incluait des Allemands et des Italiens, et pas seulement les Japonais vivant sur la côte ouest des États-Unis.
David Lowman dans son livre MAGIC: the Untold Story  rapporte que la principale justification des délocalisations et des internements nippo-américains était de protéger contre l'espionnage et le sabotage, car Magic ne pouvait pas être mentionné pendant la guerre. Ceux qui défendent la décision d'évacuer et de déménager lorsqu'ils sont vus dans leur contexte, notamment la blogueuse et journaliste d'investigation Michelle Malkin, indiquent que les interceptions de Magic justifient en partie l'EO 9066. Malkin cite le témoignage de 1984 du sous-secrétaire avec le plus de renseignements d'origine Magic, qui a déclaré  que l'opération Magic « était un facteur très important » dans leurs considérations. De nombreux autres documents de source primaire sont cités dans le livre de Malkin In Defence of Internment  pour affirmer que les messages interceptés par Magic discutent du développement d'un réseau d'espionnage parmi les Américains d'origine japonaise par les consulats japonais, fournissent le type de données d'espionnage envoyées au Japon, et beaucoup plus, ce qui a fait soupçonner que plusieurs milliers de membres de la communauté japonaise-américaine représentaient un risque d'espionnage, y compris des membres de Kibei, Issei et Nisei.
En 1988, le Congrès a adopté et le président Ronald Reagan a signé une loi qui s'excusait pour l'internement au nom du gouvernement américain. La législation indiquait que les actions du gouvernement étaient basées sur « des préjugés raciaux, l'hystérie guerrière et un échec du leadership politique ». Les audiences qui ont produit cette décision n'ont pas pris en compte les interceptions de Magic.
Ce qui suit est le texte réel de plusieurs interceptions Magic traduites en anglais avant et pendant la guerre et déclassifiées et rendues publiques en 1978 par le gouvernement américain ( The Magic Background of Pearl Harbor :, Government Printing Office, 8 volumes)

### Tokyo à Washington
Interception par Magic de Tokyo à Washington #44 – 30 janvier 1941
Interception datée du 30 janvier 1941 et notée comme traduite 2-7-41 Numérotée #44

### Consulats du Japon aux États-Unis à Tokyo
Pendant le reste de 1941, certains des messages entre Tokyo et ses ambassades et consulats ont continué à être interceptés.
En réponse au passage ordonné des efforts de propagande à la collecte d'espionnage, les consulats japonais dans tout l'hémisphère occidental ont rapporté leurs informations normalement par l'utilisation des canaux diplomatiques, mais lorsque le temps est limité par l'utilisation de messages codés en VIOLET. Cela a fourni des indices vitaux sur leurs progrès directement au président américain et à ses principaux conseillers.
Des interceptions en mai 1941 des consulats de Los Angeles et de Seattle rapportent que les Japonais réussissaient à obtenir des informations et la coopération de la « deuxième génération » d'Américains japonais et d'autres.

#### Magic intercepte LA à Tokyo #067 - 9 mai 1941
Interception datée du 9 mai 1941 et traduite 5-19-41 Numérotée #067

#### Interception magique de Seattle à Tokyo #45 - 11 mai 1941
Interception datée du 11 mai 1941 et traduite 6-9-41 Numérotée # 45

### Accès par le cabinet de Roosevelt
Ces interceptions ainsi que d'autres rapports des efforts de contre-espionnage du FBI et de l'Office of Naval Intelligence, l'affaire d'espionnage TACHIBANA pendant l'été 1941, les efforts du FBI contre les Yakuza japonais tout au long des années 1930 le long de la côte ouest (les TOKOYO et TOYO CLUB) étaient tous disponibles uniquement. aux plus hauts dirigeants du cabinet Roosevelt. Même J. Edgar Hoover, directeur du FBI, n'était pas au courant de l'existence de l'intelligence magique.[réf. nécessaire]

### Point de vu opposé
Ceux qui considèrent que l'Executive Order 9066 concernant l'internement japonais-américain n'était pas basé sur les interceptions de Magic, soutiennent[réf. nécessaire] :
- le commandant sur la côte ouest, le lieutenant-général. JL DeWitt, n'était pas sur la liste d'interception de Magic ;
- son supérieur, le secrétaire à la Guerre Henry Stimson, figurait sur la liste d'interception ;
- Stimson a demandé à DeWitt une justification du programme de réinstallation ;
- si les interceptions de Magic ont fourni une justification, pourquoi demander à DeWitt une justification supplémentaire ?

Une théorie est que Stimson voulait que DeWitt fournisse des justifications qui pourraient être rendues publiques, car les interceptions de Magic ne pouvaient pas être rendues publiques.
Le problème s'est envenimé en raison de la sortie du livre de Malkin en 2004, In Defense of Internment, dans lequel les interceptions de Magic jouent un rôle majeur dans la défense de sa thèse.

## D'autres chiffrements japonais
PURPLE était une fenêtre attrayante, mais tactiquement limitée, sur la planification et la politique japonaises en raison de la nature particulière de l'élaboration de la politique japonaise avant la guerre (voir ci-dessus). Au début, une meilleure fenêtre tactique était le code de la flotte japonaise (un code chiffré), appelé JN-25 par les cryptanalystes de l'US Navy. L'introduction de la version utilisée dans les mois qui ont suivi le 7 décembre 1941 a fourni suffisamment d'informations pour mener aux victoires navales américaines dans les batailles de la mer de Corail et de Midway, arrêtant les avances japonaises initiales vers le sud et éliminant la majeure partie de la puissance aéronavale japonaise. . Plus tard, le trafic JN-25 intercepté a également fourni l'horaire et l'itinéraire de l'avion transportant l'amiral Isoroku Yamamoto lors d'une tournée d'inspection dans le sud-ouest du Pacifique, donnant aux pilotes de l'USAAF une chance de tendre une embuscade (Opération Vengeance) à l'officier qui avait conçu l'attaque de Pearl Harbor. Et encore plus tard, l'accès aux messages de l'armée japonaise à partir des décryptages du trafic de communication de l'armée a aidé à planifier la campagne d'île en île aux Philippines et au-delà.
Une autre source d'information était le code d'attaché militaire japonais (connu sous le nom de JMA aux Alliés) introduit en 1941. Il s'agissait d'un système de transposition fractionné basé sur des groupes de codes à deux lettres qui représentaient des mots et des phrases courants. Les groupes ont été écrits dans une grille carrée selon un motif irrégulier et lus verticalement, semblable à une transposition colonnaire interrompue. Ensuite, les lettres ont été surchiffrées à l'aide d'une table d'alphabets préétablie. Ce système a été brisé par John Tiltman à Bletchley Park en 1942. 

## Autre effraction revendiquée en PURPLE
Le livre de 1992 The Sword and the Shield: The Mitrokhin Archive and the Secret History of the KGB, de Christopher Andrew, basé sur les archives Mitrokhin sorties clandestinement de Russie au début des années 1990 par un archiviste du KGB, contient des informations sur la connaissance soviétique du japonais en temps de guerre. transmissions chiffrées. Il prétend que les Soviétiques ont fait irruption de manière indépendante dans le trafic PURPLE japonais (ainsi que la machine précédente rouge), et que les messages PURPLE décryptés ont contribué à la décision de Staline de déplacer des troupes d'Extrême-Orient vers la région de Moscou pour la contre-attaque contre l'Allemagne en décembre 1941, car les messages ont convaincu le gouvernement soviétique qu'il n'y aurait pas d'attaque japonaise.

## À quel point l'opération Magic était-elle secrète ?
L'avis que la cryptographie japonaise était dangereusement inadéquate a été publié par le Chicago Tribune, qui a publié une série d'articles juste après Midway, commençant le 7 juin 1942, qui affirmaient (à juste titre) que la victoire était due en grande partie à l'effraction par les États-Unis des systèmes de chiffrement japonais (dans ce cas, le chiffrement JN-25, bien que le ou les systèmes qui avaient été cassés n'aient pas été mentionnés dans les articles de journaux). La Tribune a affirmé que l'histoire avait été écrite par Stanley Johnston à partir de ses propres connaissances (et de celles de Jane ), mais Ronald Lewin fait remarquer que l'histoire répète la mise en page et les erreurs d'un signal de l'amiral Nimitz que Johnston a vu alors qu'il était dans le transport Barnett. Nimitz a été réprimandé par l'amiral King pour avoir envoyé la dépêche aux commandants de la Force opérationnelle sur un canal disponible pour presque tous les navires.  L' officier exécutif du Lexington, le Commandant Morton T. Seligman a été affecté au service à terre et a pris sa retraite plus tôt.
Cependant, ni les Japonais ni quiconque aurait pu leur en parler ne semblent avoir remarqué ni la couverture du Chicago Tribune, ni les histoires basées sur le récit du Chicago Tribune publiées dans d'autres journaux américains. Ils n'ont pas non plus remarqué les annonces faites au Congrès des États-Unis dans le même sens. Il n'y a eu aucun changement dans la cryptographie japonaise liée à ces articles de journaux ou aux divulgations du Congrès.
Alvin Kernan était un militaire de l'aviation à bord des porte-avions Enterprise et Hornet pendant la guerre. Pendant ce temps, il a reçu la Navy Cross. Dans son livre Crossing the Line, il déclare que lorsque le porte-avions est revenu à Pearl Harbor pour se ravitailler avant la bataille de Midway, l'équipage savait que le code japonais avait été enfreint et que les forces navales américaines se préparaient à engager la flotte japonaise à Midway. Il insiste sur le fait qu'il "... se souvient exactement de l'occasion à laquelle on m'a dit, avec tous les détails sur les navires et les dates..." malgré l'insistance ultérieure sur le fait que la rupture du code a été gardée secrète. 
Le commandant de la marine américaine IJ Galantin, qui a pris sa retraite en tant qu'amiral, fait plusieurs fois référence à Magic dans son livre de 1988 sur ses patrouilles de guerre dans le Pacifique en tant que capitaine du sous-marin américain Halibut . Cependant, Galantin appelle Magic « Ultra » qui était en fait le nom donné à l'opération de décryptage du code allemand. À la réception d'un message du commandement de la flotte du Pacifique, le dirigeant hors de la station normale pour intercepter les navires japonais en raison d'un message Magic, écrit Galantin. « J'avais rédigé mes ordres de nuit avec soin. Je n'ai fait aucune référence à Ultra et souligné seulement la nécessité d'être très attentif aux cibles dans ce domaine fructueux". Galantin avait précédemment mentionné dans son livre que tous les capitaines de sous-marin étaient au courant de « Ultra » (en fait, de Magic). 
De plus, le chef d'état-major de l'armée George C. Marshall a découvert au début de la guerre que les documents de Magic étaient largement lus à la Maison Blanche, et que "... à un moment donné, plus de 500 personnes lisaient des messages que nous avions interceptés des Japonais... Tout le monde semblait les lire". 

## Fiction
Le roman Cryptonomicon de Neal Stephenson comprend une version fictive de Magic, le cryptosystème japonais étant nommé « Indigo » plutôt que « PURPLE ».
James Bond reçoit les produits du programme de décryptage fictif "MAGIC 44" dans You Only Live Twice comme monnaie d'échange lorsqu'il est déployé pour négocier des concessions de renseignement de Tiger Tanaka, chef du renseignement japonais.
La série Le Corps de W. E. B. Griffin est un récit romancé de la marine des États-Unis et du Marine Corps lors des opérations de renseignement dans le théâtre du Pacifique pendant la Seconde Guerre mondiale. De nombreux personnages principaux des romans, à la fois fictifs et historiques, ont accès à aux renseignements de Magic et les utilisent.